# 1966年至1967年NBA赛季
1966-67赛季是NBA第21个赛季，费城76人4:2击败旧金山勇士获得总冠军。

## 值得注意的事情
- 1967年NBA全明星赛在加利福尼亚州旧金山举行，西部明星队135-120击败东部明星队，旧金山勇士球员里克·巴里获得MVP.

## 成绩

### 东部联盟
| 球队                | 胜 | 负 | 胜率 | 落后 |
| ------------------- | -- | -- | ---- | ---- |
| 费城76人（1）       | 68 | 13 | .840 | -    |
| 波士顿凯尔特人（2） | 60 | 21 | .741 | 8    |
| 辛辛那提皇家（3）   | 39 | 42 | .481 | 29   |
| 纽约尼克斯（4）     | 36 | 45 | .444 | 32   |
| 巴尔的摩子弹        | 20 | 61 | .247 | 48   |

### 西部联盟
| 球队            | 胜 | 负 | 胜率 | 落后 |
| --------------- | -- | -- | ---- | ---- |
| 旧金山勇士（1） | 44 | 37 | .543 | -    |
| 圣路易斯鹰（2） | 39 | 42 | .481 | 5    |
| 洛杉矶湖人（3） | 36 | 45 | .444 | 8    |
| 芝加哥公牛（4） | 33 | 48 | .407 | 11   |
| 底特律活塞      | 30 | 51 | .370 | 14   |

|  | 赛区冠军 |

|  | 进入季后赛 |

|  | 最后的总冠军 |

（1）-（4）种子排名

## 个人数据统计
| 项目       | 球员            | 球队         | 数据  |
| 总得分     | 里克·巴里       | 旧金山勇士   | 2,775 |
| 总篮板     | 威尔特·张伯伦   | 费城76人     | 1,957 |
| 总助攻     | 盖伊·罗杰斯     | 芝加哥公牛   | 908   |
| 投篮命中率 | 威尔特·张伯伦   | 费城76人     | 68.3% |
| 罚篮命中率 | 阿德里安·史密斯 | 辛辛那提皇家 | 90.3% |

## NBA奖项
- 最有价值球员：威尔特·张伯伦（费城76人）
- 最佳新秀：戴夫·宾（底特律活塞）
- 最佳教练：约翰尼·科尔（芝加哥公牛）

NBA最佳阵容一队：
- 里克·巴里（旧金山勇士）
- 埃尔金·贝勒（洛杉矶湖人）
- 威尔特·张伯伦（费城76人）
- 杰里·韦斯特（洛杉矶湖人）
- 奥斯卡·罗伯逊（辛辛那提皇家）

NBA最佳阵容二队：
- 威利斯·里德（纽约尼克斯）
- 杰里·卢卡斯（辛辛那提皇家）
- 比尔·拉塞尔（波士顿凯尔特人）
- 哈尔·格瑞尔（费城76人）
- 萨姆·琼斯（波士顿凯尔特人）

NBA最佳新秀阵容：
- 戴夫·宾（底特律活塞）
- 卢·哈德森（圣路易斯鹰）
- 杰克·马林（巴尔的摩子弹）
- 埃尔文·穆勒（芝加哥公牛）
- 卡兹·拉塞尔（纽约尼克斯）